# Romano de Pódio
Romano de Pódio (em latim: Romanus de Podio; em francês: Roman of Le Puy) foi o primeiro senhor da Transjordânia no Reino de Jerusalém de ca. 1120 até ca. 1126. Ele foi um nobre de Auvérnia, que acompanhou o bispo Ademar de Monteil à Terra Santa durante a Primeira Cruzada. Ele assinou as cartas reais durante o reinado de Balduíno I. Balduíno ou seu sucessor, Balduíno II, conferiu-lhe o importante feudo da Transjordânia ou sua região norte. Ele foi privado de seus domínio, entretanto, quando rebelou-se contra Balduíno II. Ele e seu filho perderam suas propriedades restantes após serem acusados de conspirar contra o sucessor de Balduíno, Fulque, no começo da década de 1130.

## Vida

### Origens
Romano foi citado como "Romano de Pódio" em fontes escritas entre cerca de 1110 e 1133. Os historiadores modernos associam Pódio com Le Puy-en-Velay em Auvérnia. Se a identificação estiver correta, Romano era muito provavelmente um retentor do bispo Ademar de Monteil. O bispo acompanhou Raimundo IV à Terra Santa durante a Primeira Cruzada.

### Vassalo real

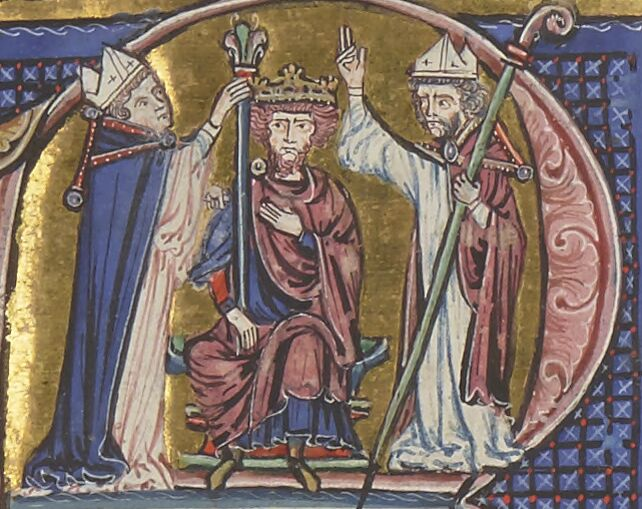
Coroação de

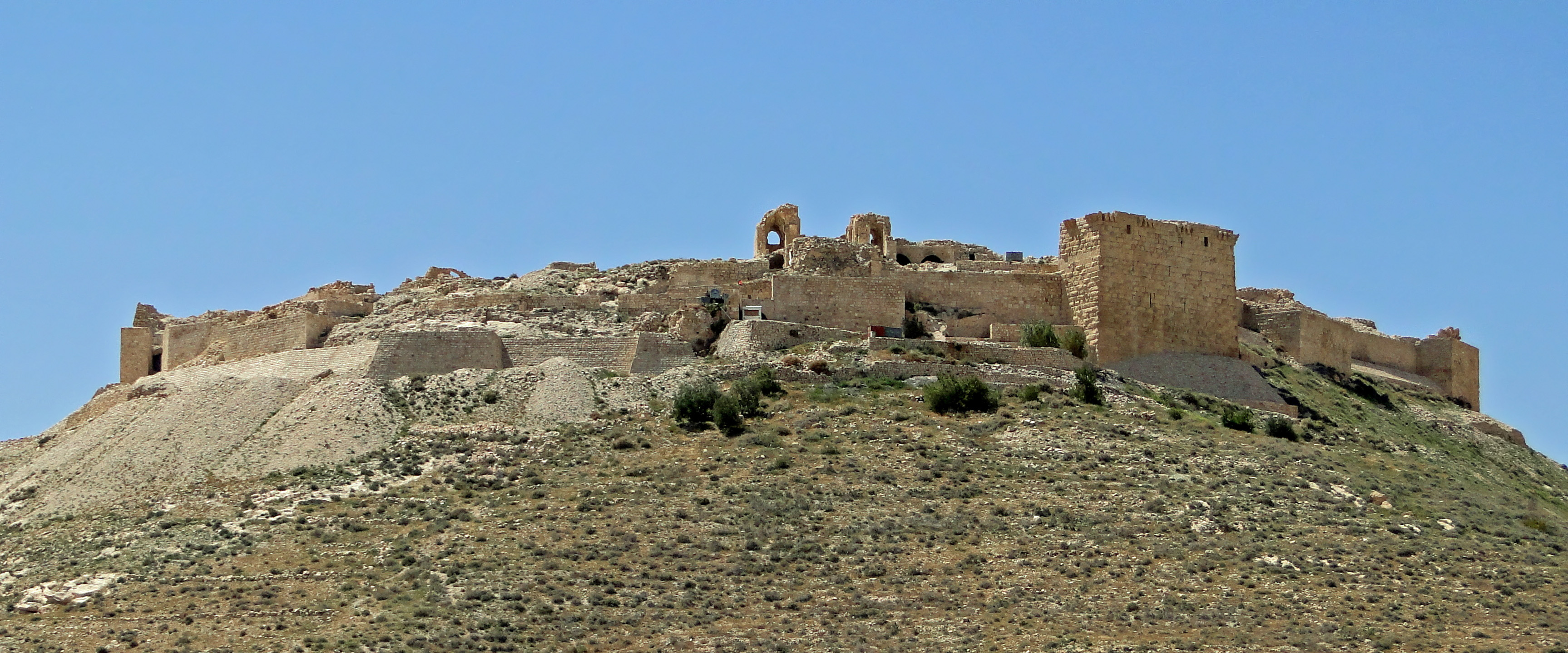
Castelo de Montreal

Romano foi o primeiro castelão conhecido de Ramla no Reino de Jerusalém, nomeado antes de 1107, segundo Jonathan Riley-Smith. Hans Eberhard Mayer refuta essa visão, enfatizando que nenhuma fonte primária sustenta que Romano manteve a fortaleza. Romano assinou mais do que cinco cartas reais na década de 1110. Por exemplo, foi a quarta testemunha leiga de uma carta de Balduíno I emitida ao hospital de Jerusalém em 20 de junho de 1112; foi o último entre as testemunhas na carta que Balduíno à Abadia de Santa Maria do Vale de Josafá]] em 114 ou 1115.
Guilherme de Tiro afirmou que Romano foi o primeiro senhor da Transjordânia. Foi Balduíno ou seu sucessor Balduíno II que conferiu-lhe o território no final da década de 1110 ou começo da década de 1120, segundo a maioria dos historiadores. Steven Tibble propôs que Romano manteve apenas o território ao norte de Uádi Mujibe, pois o sul da Transjordânia ficou como parte da propriedade real. A sede do senhorio, o Castelo de Montreal, foi edificado no vale fértil a leste do rio Jordão sob ordens de Balduíno I em 1115.  Montreal e duas fortalezas menores — Vale das Musas e Aila — fortaleceram as defesas do reino e asseguraram controle das rotas das caravanas entre Damasco e o Egito.
Balduíno II alegadamente depôs Romano em ou antes de 1126, pois naquele ano Pagano, o Mordomo foi mencionado como senhor da Transjordânia. Segundo a teoria mais aceita, o Estabelecimento do rei Balduíno de Borca (Etablissement du roi Baudoin de Borc) — documento sobre construção de portos e estradas sem permissão real — foi emitido para autorizar o rei a confiscar a Transjordânia após a rebelião mal-sucedida de Romano. Embora romano e seu filho, Raul, foram privados do rico senhorio, Romano pode manter pequenas propriedades na Samaria. Tibble sublinha que nenhuma fonte contemporânea menciona uma revolta contra Balduíno em 1126. Segundo Guilherme de Tiro, Romano foi um dos nobres descontentes acusados de conspirar contra o genro e sucessor de Balduíno, Fulque, no começo da década de 1130. Como retaliação, suas propriedades foram expropriadas.